# 양식연구센터
양식연구센터는 해양수산부 국립수산과학원 서해수산연구소 소속의 양식전문 연구기관이다. 충청남도 태안군 근흥면 신진도리 75-6에 위치하고 있다.

## 같이 보기
- 미래양식연구센터
- 해조류바이오연구센터
- 사료연구센터
- 아열대수산연구센터
- 내수면양식연구센터